# Kåre Holt

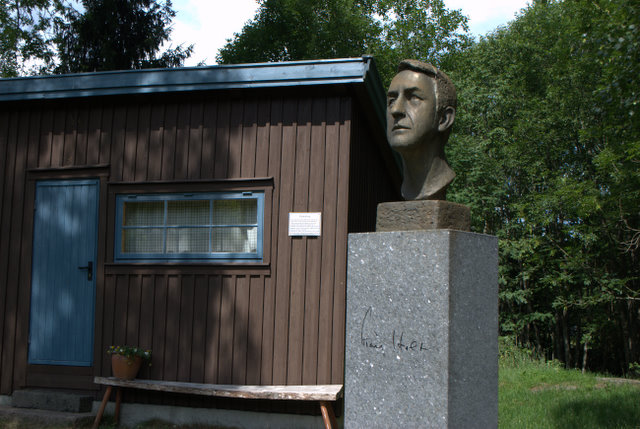
Kåre Holts, Holmestrand

Kåre Holt (Våle, 10 de outubro de 1916– Holmestrand, 15 de março de 1997) foi escritor norueguês.
Escreveu livros infantis como o seu primeiro livro, Tore Kramkar. Também escreveu novela histórica como a sua trilogía sobre Sverre da Noruega.
Ganhou vários prémios literários como o prémio  Dobloug, 1970.

## Obra
- 1939 Tore kramkar
- 1940 Tore finner vei
- 1941 Spillemann og kjøgemester
- 1945 Udåden
- 1945 Hurra for han som innstifta da'n
- 1946 Demring
- 1948 Nattgjester
- 1948 Cleng Peerson og Nils med luggen
- 1949 Det store veiskillet
- 1951 Brødre
- 1953 Hevnen hører meg til
- 1954 Mennesker ved en grense
- 1956 Det stolte nederlag
- 1956 Natt ved sjøen
- 1958 Storm under morgenstjerne
- 1959 Rømlingen Oskar og Maria fra Hulesjøen
- 1960 Opprørere ved havet
- 1961 Den gamle veien til Kierlighed
- 1963 Perlefiskeren
- 1965 Mannen fra utskjæret
- 1967 Fredløse menn
- 1969 Hersker og trell
- 1971 Kristina av Tunsberg
- 1971 Oppstandelsen
- 1971 Ansikter i sagaens halvlys
- 1972 Farvel til en kvinne
- 1973 Hilsen fra Rafnaberg
- 1973 Folket ved Svansjøen
- 1974 Kappløpet
- 1975 Sjøhelten
- 1977 De lange mil til paradiset
- 1978 Sønn av jord og himmel
- 1982 Sannferdig beretning om mitt liv som løgner
- 1983 Veien videre
- 1985 Budbringeren fra Tunsberg
- 1986 Flyktningen fra Stiklestad
- 1995 Det finnes en kvinne i Nevada for hvem jeg ha løyet